# La Fresnaye-sur-Chédouet
La Fresnaye-sur-Chédouet era una comuna francesa situada en el departamento de Sarthe, en la región de Países del Loira, que el 1 de enero de 2015 pasó a ser una comuna delegada de la comuna nueva de Villeneuve-en-Perseigne al fusionarse con Chassé, Lignières-la-Carelle, Montigny, Roullée y Saint-Rigomer-des-Bois. Tiene una población estimada, a inicios de 2021, de 934 habitantes.

## Demografía
| Gráfica de evolución demográfica de La Fresnaye-sur-Chédouet entre 1800 y 2021 |
|                                                                                |

Los datos demográficos contemplados en este gráfico de la comuna de La Fresnaye-sur-Chédouet se han cogido de 1800 a 1999 de la página francesa EHESS/Cassini, y los demás datos de la página del INSEE.